# ويتلاند مقاطعة كينوشا (ويسكونسن)
ويتلاند، مقاطعة كينوشا (بالإنجليزية: Wheatland, Kenosha County, Wisconsin)‏ هي بلدة تقع بولاية ويسكونسن في الولايات المتحدة. تبلغ مساحتها 62.2 (كم²)، وترتفع عن سطح البحر 246 م، بلغ عدد سكانها 3292 نسمة في عام 2000 حسب إحصاء مكتب تعداد الولايات المتحدة وتصل الكثافة السكانية فيها 54 نسمة/كم2.

## أعلام
- داروين هال

## وصلات خارجية
- The US50 - Cities and Towns in Wisconsin State
- Wisconsin Cities and Towns, Facts, Map, Flag, Colleges, Government, and More